# Kunosvágása
Kunosvágása (szlovákul: Kunešov, németül: Kuneschhau) község Szlovákiában, a Besztercebányai kerületben, a Garamszentkereszti járásban.

## Fekvése
Körmöcbányától 7 km-re, északnyugatra fekszik.

## Története
1342-ben „villa St. Michaelis" néven Lipót körmöci kamaragróf oklevelében említik először. A falu Körmöcbánya körzetében német bányászok betelepítésével keletkezett. 1429-ben Luxemburgi Zsigmond „Kwneschaw" települést Körmöcbánya városának adta. Lakói 1848-ig a város jobbágyai voltak. 1601-ben 81 ház állt itt. 1628-ban a török rajtaütött a településen és lakóit elhurcolta.
Vályi András szerint: „KUNOSO. Koneshain. Tót falu Bars Várm. földes Ura Körmöcz Bánya Városa, lakosai katolikusok, fekszik Körmötzhöz nem igen meszsze, határja középszerű."
1828-ban 85 házában 1550 lakos élt. Lakói főként mezőgazdasággal foglalkoztak.
Fényes Elek szerint: „Konosov, (Koneshely), Bars m. német falu, Thurócz vmegye szélén: 1476 kath., 5 evang. lak. Kath. paroch. templom. Nagy erdő. Sovány határ. F. u. Körmöcz városa. Ut. p. Körmöcz."
Bars vármegye monográfiája szerint: „Kunosvágása, a körmöczbányai hegyekben fekvő német kisközség, 1810 róm. kath. vallású lakossal. Első lakosai 1217 körül telepített thüringiai gyarmatosok voltak. A hagyomány szerint első hospese valami Kuno nevű thüringiai volt, ki után a községet elnevezték. Akkoriban Kuneshai volt a neve. Később Koneshay, majd tótul Konosov néven találjuk említve. Zsigmond király 1429-ben Körmöczbányának adja zálogba és ekkor Kunushaj alias villa s. Michaelis körülirással találjuk említve. Temploma 1400 körül épült, de az idők folyamán gyakran átépítették. Lakosainak egy része bányász, a másik része pedig nyáron az Alföldre megy dolgozni, otthon azután az asszonyok és a leányok végzik a különféle mezei munkát. E község 887 méter magasságban fekszik a tenger szine fölött. Télen itt rendkívüli hidegek uralkodnak és a nyár nagyon rövid. Érdekes, hogy míg Jánosrét e községtől gyalogosan alig egy óra járásnyira van, a temparaturában mégis oly nagy a különbség, hogy ott kb. három héttel előbb aratnak. Most a kir. kincstárnak van itt nagyobb erdőterülete. Saját postája van, távirója Körmöczbánya, vasúti állomása pedig Jánoshegy."
A trianoni békeszerződésig Bars vármegye Garamszentkereszti járásához tartozott.
A szlovák nemzeti felkelés idején környékén partizáncsoportok tevékenykedtek. Német lakosságát a háború után kitelepítették.

## Népessége
| Év:            | 1994. | 2004.   | 2014.   | 2024.    |
| -------------- | ----- | ------- | ------- | -------- |
| Emberek száma: | 262   | 252     | 238     | 197      |
| Eltérés:       |       | -3,81 % | -5,55 % | -17,22 % |

| Év:            | 2023. | 2024.   |
| -------------- | ----- | ------- |
| Emberek száma: | 203   | 197     |
| Eltérés:       |       | -2,95 % |

1910-ben 1913, túlnyomórészt szlovák anyanyelvű lakosa volt.
2001-ben 244 lakosából 195 szlovák és 45 német volt.
2011-ben 250 lakosából 181 szlovák és 35 német volt.

## Nevezetességei
- Római katolikus temploma 1400 körül épült gótikus stílusban, 1766-ban barokk stílusban építették át.
- Klasszicista kápolna a 19. század közepéről.
- Késő klasszicista útikápolna a 19. század második feléből.

## Külső hivatkozások
- Községinfó
- Kunosvágása Szlovákia térképén
- Rövid ismertető Archiválva 2007. szeptember 27-i dátummal a Wayback Machine-ben
- E-obce.sk Archiválva 2008. február 19-i dátummal a Wayback Machine-ben